# Loosdorf
Loosdorf este o comună austriacă din districtul Melk în Austria Inferioară.

## Istorie
Din 1570 până în 1627 se afla la Loosdorf un gimnaziu protestant.
Din 1843 până în 1874 contele Antoni August Halka-Ledóchowski, un frate al cardinalului Mieczysław Ledóchowski, trăia la Loosdorf împreună cu familia sa. Mai întâi la castelul Sitzenthal, iar după decesul primei sale soții, într-o casă din Loosdorf.

## Monumente

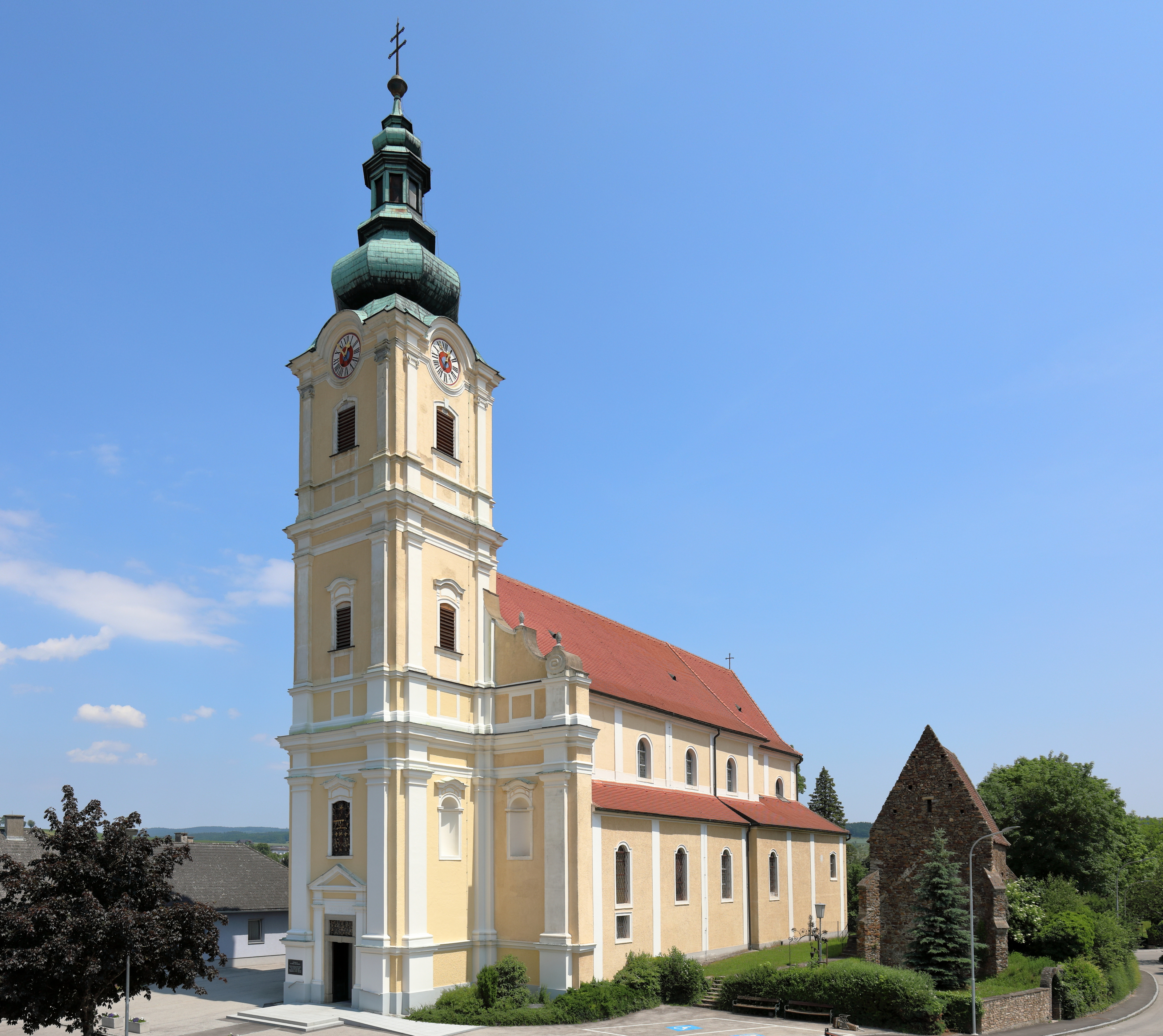
Biserica parohială din Loosdorf

- Biserica parohială din Loosdorf, datând din secolele al XVI-lea și al XVIII-lea, este protejată în calitate de [Denkmalgeschütztes Objekt ].

## Personalități născute la Loosdorf
- Vladimir Ledóchowski
- Maria Teresia Ledóchowska
- Julia Ledóchowska

1. ↑  Dauersiedlungsraum der Gemeinden Politischen Bezirke und Bundesländer - Gebietsstand 1.1.2018 (în germană), Statistica Austriei, accesat în 10 martie 2019